# ديفيد نوري
ديفيد نوري (بالإنجليزية: David Norrie)‏ هو لاعب كرة قدم أمريكية أمريكي، ولد في 30 نوفمبر 1963 في بوسطن في الولايات المتحدة.

## وصلات خارجية
- ديفيد نوري على موقع مرجع كرة القدم المحترفة.كوم (الإنجليزية)